# Список англосаксонських держав та монархів
У результаті нашестя  англів,  саксів та  ютів на територію нинішньої Англії на початку VI століття сформувалося сім порівняно великих держав: Вессекс, Сассекс, Ессекс (західне, південне та східне королівства саксів), Східна Англія, Мерсія, Нортумбрія (королівства англів), Кент (королівство ютів).

## Англосаксонські королі

### Список королів Східної Англії
- Див. Список королів Східної Англії

### Список королів Ессекса
- Див. Список королів Ессекса

### Список королів Кента
- Див. Список королів Кента

### Список королів Мерсії
- Див. Список королів Мерсії

### Список королів Нортумбрії
- Див. Список королів Нортумбрії

#### Субкоролівства Нортумбрії
- Берніція
- Дейра

### Список королів Сассекса
- Див. Список королів Сассекса

### Список королів Вессексу
- Див. Список королів Вессексу

### Дрібні королівства
- Гвікке
- Ліндсі
- Мерсія
- Острів Вайт